# 유고슬라비아-유럽의 공동체 관계

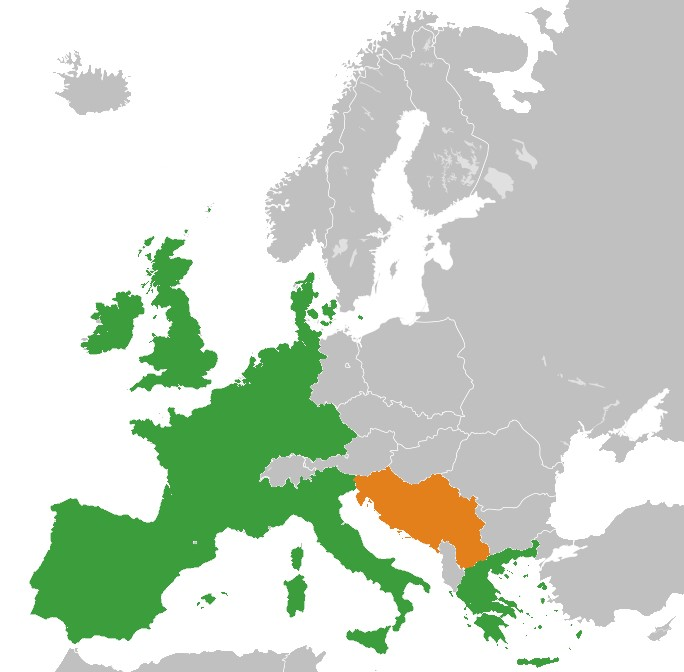
당시 유럽 경제 공동체 회원국.
유고슬라비아.
유고슬라비아를 제외한 그 외 국가.

유고슬라비아-유럽 경제 공동체 관계는 유고슬라비아 해체가 있기 전까지, 유럽 경제 공동체(EEC)와 유고슬라비아 사회주의 연방공화국의 관계를 말한다. 양측에서 비공식적으로 유고슬라비아의 유럽 경제 공동체 가입 제안을 했음에도, 유고슬라비아는 유럽 경제 공동체의 정회원국이 되지 못했다.
유고슬라비아 해체가 반인도적 전쟁을 일으켰다는 EEC, 이후 EU의 죄책감은 유럽 연합의 세 개의 기둥 중 하나인 공동 외교 안보 정책을 수립하는 데에 큰 역할을 했다.
1980년대 후반부터 1990년대 초반까지, 유고슬라비아와 유럽의 선진국들 간의 교류는 점점 늘어나고 심화되어 유고슬라비아는 지중해 지역에서 EEC에게 알제리 다음으로 큰 교류 상대국이 되었다. 또한, 유고슬라비아에서 EEC로 넘어오는 산업의 90%가 관세가 부과되지 않을 정도로 개방적인 교류를 시작했지만, 슬로베니아 독립 전쟁과 크로아티아 독립 전쟁으로 인해 1991년 11월 25일, 모든 교류가 중단되었다.

## 역사

### 1948년 ~ 1967년
1948년, 티토-스탈린 결렬 이후, 유고슬라비아는 사실상 공산권에서 서방권으로 넘어갔고, 그리고 서방과 공산권에서 중립을 유지하면서 비동맹 정책을 추진했다. 1953년, 유고슬라비아와 그리스 왕국, 터키가 서명한 1953년 발칸 협약으로 유고슬라비아는 해체되기 전까지 북대서양 조약 기구(NATO)와 간접적으로 동맹을 맺을 수 있었다. 1950년에는 유고슬라비아 라디오 텔레비전이 유럽 방송 연맹의 창립 회사가 되었고, 1962년에 유고슬라비아가 유럽 경제 공동체 이사회가 협력에 관한 기술 회담 요청을 수락하였는데, 이는 동구권에서 서방과 협력할 의지를 보인 첫 번째 국가였다. 1964년 2월 26일, 유고슬라비아 외무부는 주제회의를 개최하여 유고슬라비아와 서유럽 국가들과의 관계가 지속적으로 개선되고 있다고 인정했는데, 회의 내내 서독과 유고슬라비아의 관계에 관심이 쏠렸고, 이에 대해 서독도 유고슬라비아와의 무역과 관광, 과학 협력의 결과를 높이 평가했다. 다만, 유고슬라비아 외무부는 독일의 제2차 세계대전 이후 반유고슬라비아 이민, 코카 포포비치 반대 운동과 1962년 11월 29일 유고슬라비아인 테러 공격의 조직자와 가해자의 사법 재판 절차를 연기한 것, 독일이 제2차 세계대전으로 인한 유고슬라비아 희생자들에 대한 배상을 하지 않으려는 것들을 비판했다.

### 1968 ~ 1987년
유고슬라비아와 서독 간의 경제 관계는 꾸준히 발전하였고, 서독과의 관계는 EEC 국가들과의 관계에도 큰 영향을 미쳤다. 1957년에 유고슬라비아가 동독을 인정한 이후, 할슈타인 독트린에 따라 서독과 유고슬라비아의 관계는 크게 와해되어 거의 경제적 분야만 남게 되었고, 결국 서독과 유고슬라비아는 미래 경제 협력에 대한 회담이 진행되었다. 그러나, 서독에서 빌리 브란트가 총리로 당선되자, 그는 동방 정책을 펼치기 시작하였고, 1968년에 유고슬라비아를 방문하여 외교 관계를 다시 수립하였다. 요시프 브로즈 티토와 윌리 브란트는 전쟁 배상금에 대해 논의하였고, 이는 공식적인 배상금 대신 관대한 조건에서 개발 원조와 대출에 초점을 맞힌 브리유니 포뮬러(Brioni Formula)로 이어졌다. 이것으로 유고슬라비아는 서독으로부터 최대 10억 마르크를 받을 수 있었고, 폴란드와 함께 사용했다. 그러나, 베오그라드에서 독일 내의 이탈리아, 스페인과 터키 등의 노동자들에 비해 유고슬라비아 노동자들은 불평등한 대우를 받고 민족주의적 이주 단체가 활동하는 것에 대해 불만이 터져 나왔다. 또한, 유고슬라비아에서는 루마니아 사회주의 공화국이 서독과의 관계를 정상화한 1970년에 브란트가 바르샤바의 희생자들에게 했던 바르샤바의 무릎 꿇기에 비해 크라구예바츠의 크라구예바츠 대학살에 대한 유사한 제스처를 취하지 않은 것에도 불만이 있었다. 유고슬라비아의 여러 불만들로 긴장이 일어났지만, 여전히 양국은 베트남 전쟁, 유럽의 데탕트와 비동맹 운동 등에서 관계를 맺고 있었다.
이미 1967년에 EEC와 유고슬라비아 사이의 관계는 공식적으로 선언되었고, 1968년 바르샤바 조약군의 체코슬로바키아 침공 이후, 유고슬라비아에는 EEC에 대한 영구적인 임무가 생겼다. 1977년에 EEC는 유고슬라비아에게 유럽 투자 은행(EIB)의 접근을 허가했고, "1977-1978년 유럽 안보 및 협력에 관한 회의"는 배오그라드에서 열렸다. 1980년까지 유럽 투자 은행은 유고슬라비아의 전력망을 그리스와 이탈리아의 전력망과 연결하고, 유고슬라비아 횡단 도로의 일부를 건설하는 데에 ECU에 대한 5천만 달러의 규모 대출 2개를 승인했다.
1978년, 유럽 경제 공동체와 유고슬라비아는 1980년 4월에 확인되어, 1983년 4월에 발효될 협력 협정에 대한 협상을 시작했다. 협정에는 산업, 과학, 기술, 에너지, 농업, 운송, 환경과 관광 등의 재정 지원, 무역, 협력에 관한 조항이 포함되어 있었다. 이번 협정은 낮았던 농산물의 관세 상한선을 더 올리겠다는 EEC의 의도가 담겨 있었다. 일부 회원국의 불만에도 EEC는 보다 유리한 무역 조건을 제공하고자 하였고, 1974년에 유고슬라비아는 EEC의 최대 수출 시장이 되어 EEC는 유고슬라비아의 코메콘 시장에 대한 수출을 더 늘렸으며, 이는 1978년에 베오그라드와 브뤼셀에서는 무역 불균형에 우려를 야기시켰다. 유고슬라비아가 개발도상국으로 인식되는 동안, 유럽의 국가들은 유고슬라비아 노동자들에게 특별한 규제를 가하기 시작했다. 이는 무역이 더 이상 평등하지 않다는 것을 의미했다.

## 같이 보기
- 그룹 오브 나인
- 브리유니 협정
- 1992년 유럽 공동체 감독 활동 헬리콥터 격추 사건

### 1957년 이전 관계
- 티토-스탈린 결렬
- 파시키비-케코넨 원칙

### 관련 이념과 사건
- 동방 정책
- 티토주의
- 발칸화
- UEFA 유로 1976

### 내용주
1. ↑  후에 유럽 경제 공동체는 유럽 연합(EU)으로 확대된다.

### 참조주
1. ↑  Koutrakos, Panos (2013). 《The EU Common Security and Defence Policy》. Oxford: Oxford University Press. 15-16, 170쪽. ISBN 978-0-19-969272-9.
2. 1 2 3 4 5  “EEC-Yugoslavia Cooperation Council; European Commission Press Releases Database ninth session of the EEC-Yugoslavia Cooperation Council” (영어). 2022년 2월 25일에 확인함.
3. 1 2 3 4  Đukanović, Dragan. “SFR Jugoslavija i Evropska ekonomska zajednica: od uspešne saradnje i potencijalnog članstva do suspenzije svih sporazuma”. 2022년 2월 25일에 확인함.
4. 1 2 3  Milutin Tomanović (1965). 《Hronika međunarodnih događaja 1964》. Institute of International Politics and Economics. 254쪽.
5. 1 2 3 4 5 6  Kosanović, Milan (2009). 《Brandt and Tito: Between Ostpolitik and Nonalignment》. New York: German Historical Institute Washington DC & Cambridge University Press. 232-243쪽.
6. ↑  “Jutarnji list - TVRTKO JAKOVINA Hrvatska je mogla ući u Europu još 1989.” (크로아티아어). 2013년 7월 11일. 2022년 2월 25일에 확인함.
7. ↑  Čavoški, Jovan (2012). 《On the Road to Belgrade: Yugoslavia's Contribution to the Defining of the Concept of European Security and Cooperation 1975-1977》. Helsinki to Belgrade: The First CSCE Follow-up Meeting and the Crisis of Détente. Göttinberg: University of Bonn Press and V&R unipress. 83-106쪽. ISBN 978-3-89971-938-3.
8. 1 2  F. R. Artisien, Patrick (1981). 《Belgrade's Closer Links with Brussels》. The World Today. 28-38쪽. JSTOR 40395227.

## 추가 문헌
- Zaccaria, B. (2016). The EEC's Yugoslav Policy in Cold War Europe, 1968-1980. Palgrave Macmillan. London.